# اسب‌های تازه نفس (فیلم)
اسب‌های تازه نفس (به انگلیسی: Fresh Horses) فیلمی محصول سال ۱۹۸۸ و به کارگردانی دیوید انسپاف است. در این فیلم بازیگرانی همچون مالی رینگوالد، اندرو مک‌کارتی، پتی دی آبانویلی، بن استیلر، لئون راشام، مالی هاگن، ویگو مورتنسن و دوگ هاتچیسون ایفای نقش کرده‌اند.